# 江北大学城駅
江北大学城駅（こうほくだいがくじょうえき、中国語: 江北大学城站）は、中華人民共和国黒龍江省ハルビン市呼蘭区にある駅。中華人民共和国の地下鉄駅の中では最北端に位置する。

## 利用可能な鉄道路線
- ハルビン地下鉄
  - 2号線

## 歴史
- 2021年9月19日 開業[1]。